# Жеребково
Жеребково (укр. Жеребкове) — село, относится к Ананьевскому району Одесской области Украины.
Население по переписи 2001 года составляло 1967 человек.
Здесь находится 3-й специальный центр быстрого реагирования ГСЧС Украины

## Известные люди
В селе родился русский общественный и политический деятель А. С. Гижицкий.

## Местный совет
66410, Одесская обл., Ананьевский р-н, с. Жеребково